# Za vlast' Sovetov
Za vlast' Sovetov (За власть Советов) è un film del 1956 diretto da Boris Alekseevič Buneev.